# Meagan Marie
Meagan Marie est une journaliste de jeu vidéo et community manager américaine.

## Carrière
De 2006 à 2009, Meagan Marie travaille comme coordinatrice pour Girls Entertainment Network.
De 2008 à 2011, elle est journaliste pour Game Informer. Spécialiste de la série de jeux vidéo Tomb Raider, elle rejoint Crystal Dynamics en 2011 comme porte-parole et animatrice de communauté,.

## Cosplay
Meagan Marie est également connue sur la scène cosplay, ses apparitions costumées étant souvent reprises par la presse.

## Vie privée
Meagan Marie s'identifie comme bisexuelle.